# Andrew Ray
Andrew Ray est un acteur anglais né le 31 mai 1939 et mort le 20 août 2003.

## Biographie

### Vie privée
Il est le fils de Ted Ray (en), comédien anglais populaire dans les années 1950 et 60 et le frère de l'acteur Robin Ray.

## Filmographie sélective
- 1950 : Le Moineau de la Tamise
- 1953 : Escape by Night
- 1953 : Le Ballon jaune de J. Lee Thompson
- 1955 : Hold-up en plein ciel (A Prize of Gold) de Mark Robson
- 1955 : Escapade
- 1957 : La Femme en robe de chambre (Woman in a Dressing Gown)
- 1958 : Inspecteur de service (Gideon's Day)
- 1959 : Teddy Boys (Serious Charge) de Terence Young
- 1962 : Twice Round the Daffodils
- 1964 : Dans les mailles du filet (The System), de Michael Winner
- 1974 : Great Expectations
- 1978 : Edward & Mrs. Simpson
- 1980 : Bizarre, bizarre
- 1980 : Le lion sort ses griffes (Rough Cut (film))
- 1981 : L'Autre enfer (L'Altro inferno)
- 1981 : Le Bunker (The Bunker) de George Schaefer (TV)
- 1983 : Death of an Expert Witness
- 1993 : Peak Practice